# Thiébouhans
Thiébouhans (phát âm tiếng Pháp: [tjebu.ɑ̃]) là một xã của tỉnh Doubs, thuộc vùng Franche-Comté, miền đông nước Pháp.